# Le canssôn dla piola 6
Le canssôn dla piola 6 è un album discografico del cantante italiano Roberto Balocco, pubblicato nel 1969 dall'etichetta discografica Fonit Cetra.
Le canzoni del disco sono tratte dallo spettacolo teatrale Tla cantô an musica.

La copertina del disco è di Enrico Gabriele.

## Tracce
LATO A
1. La mazurca al tabarin (Canzone popolare - elaborazione di Roberto Balocco)
2. Spassigiand per le côntrade (Canzone popolare - elaborazione di Roberto Balocco)
3. Chi l'ha l'amer an bôca (Roberto Balocco)
4. La bela pinota (Canzone popolare - elaborazione di Roberto Balocco)
5. Per dismentie' i sagrin (Roberto Balocco)

LATO B
1. La mia tola (Roberto Balocco)
2. 'L me mestè (Roberto Balocco)
3. Turin (Roberto Balocco)
4. La canssôn vinoira (Canzone popolare - elaborazione di Roberto Balocco)
5. Pinotowska dal Balôn (Roberto Balocco)

## Musicisti
- Roberto Balocco - chitarra, armonica
- Gino Luone - contrabbasso
- Riccardo Ducci - fisarmonica